# Dundrum Castle
Dundrum Castle är en borgruin, belägen vid byn Dundrum i County Down i Nordirland. Byggnaden uppfördes av den anglo-normandiske riddaren John de Courcy i början av 1200-talet som fäste vid halvön Lecale. Kärntornet och portbyggnaden är delvis bevarade.